# 倞利

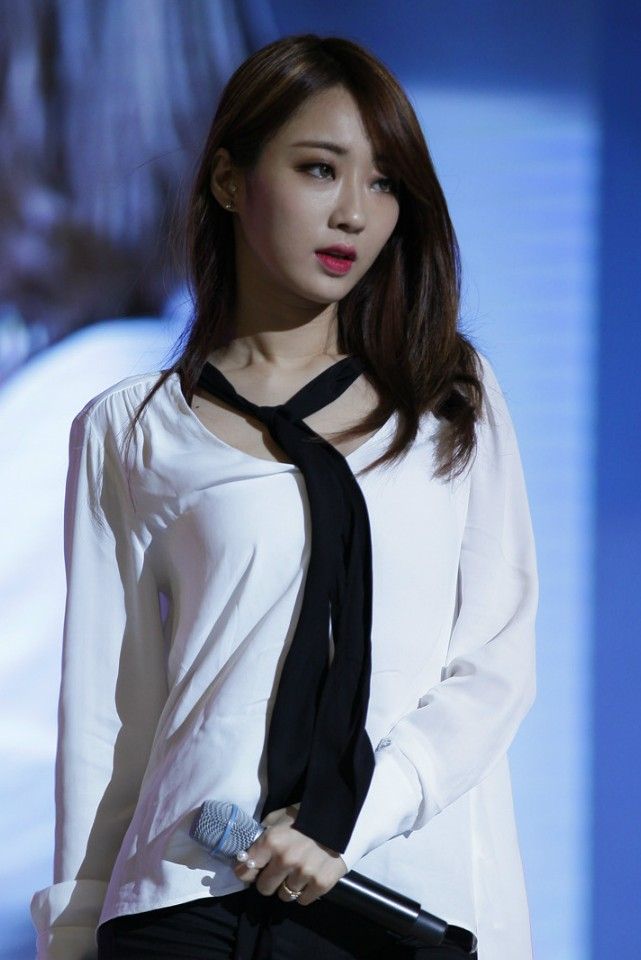
倞利（2015年）

朴倞利（韓語：박경리，1990年7月5日—），常錯譯為景丽、勁利，韓國女歌手，左撇子，曾为女子組合Nine Muses成員，隊內職務為主唱、領舞、門面與中心擔當。同時也是Nine Muses A和混聲組合Nasty Nasty成員。
2016年8月4日和慧美、笑珍、金祚組成Nine Muses A。
2019年11月13日經珍雲的經紀公司MYSTIC Story證實正在和2AM團員珍雲交往並長達兩年之久。
2021年5月5日，与2AM團員珍雲结束了4年的公开恋爱。据悉，同时展开演艺活动的两人因自然地疏远而决定分手。

## 音樂作品

### 團體音樂作品

#### 個人（合作）音樂作品
| 單曲 | 單曲資料                                                                                   | 曲目                                                                                      |
| 1st  | 首張單曲《Talk About You》 - 語言：韓語 - 發行日期：2017年5月17日 - 發行單位：Hellojunenet | 曲目 1. Talk About You 2. Talk About You(Eng Ver.) 3. Talk About You(Inst.)               |
| 2nd  | 《4LOVE 1st》 - 語言：韓語 - 發行日期：2017年12月18日 - 發行單位：Genie Music              | 曲目 1. 둘만의 크리스마스 (White Christmas) 2. 둘만의 크리스마스 (White Christmas)(Inst.) |
| 3rd  | 《4LOVE 2st》 - 語言：韓語 - 發行日期：2018年3月27日 - 發行單位：Genie Music               | 曲目 1. 春天（봄봄） 2. 春天（倞利 ver.） 3. 春天（Choi Nakta ver.） 4. 春天 (Inst.)      |
| 4th  | 《오늘 밤 뭐해?(今晚做什么)》 - 語言：韓語 - 發行日期：2018年5月4日 - 發行單位：NHN BUGS   | 曲目 1. 오늘 밤 뭐해?(今晚做什么) 2. 今晚做什么 (Inst.)                                   |
| 5th  | 數碼單曲《어젯밤(BLUE MOON)》 - 語言：韓語 - 發行日期：2018年7月5日 - 發行單位：KT Music   | 曲目 1. 어젯밤(BLUE MOON) 2. 어젯밤(BLUE MOON)(Inst.)                                     |
| 6th  | 迷你專輯《Eternal Bloom》 - 語言：韓語 - 發行日期：2024年8月21日 - 發行單位：LABEL SAYU    | 曲目 1. Cherry 2. Butterflies 3. Cherry (inst.) 4. Butterflies (inst.)                    |

## 影視作品

### 電視劇
- 2012年	tvN Roller Coaster2
- 2013年 MBC Every1（朝鲜语：MBC 에프리원） 無計劃家族2
- 2013年	tvN 藍色巨塔（朝鲜语：푸른거탑）
- 2013年 tvN 請回答1994
- 2016年 NAVER TV CAST（朝鲜语：네이버 TV캐스트） 禁止接近少女
- 2017年 MBC 《時尚媽咪》
- 2021年 JTBC 《Undercover (2021年電視劇)》
- 2022年 MBC 《禁婚令，朝鮮婚姻禁止令》
- 2023年：TVING《残酷的实习生》飾演 朴承珠
- 2023年：JTBC《大力女子姜南順》飾演 盧老師

### 綜藝節目
- 2014年 XTM（朝鲜语：XTM） 《Homme (節目)（朝鲜语：HOMME）》
- 2014年 TVN 《SNL Korea》
- 2016年4月30日 JTBC 《認識的哥哥》
- 2016年 Mnet 《音樂之神2（朝鲜语：음악의 신2）》
- 2016年7月3日 SBS 《Running man》
- 2016年7月30日 JTBC 《能吃的少女們》
- 2016年8月3日 MBC 《黄金渔场 Radio Star》
- 2016年9月4日 MBC 《蒙面歌王》
- 2016年11月10日 KBS2 《Happy Together》
- 2017年1月18日 JTBC 《請給一頓飯Show》
- 2017年2月10日－2017年3月3日 SBS 《叢林的法則 美娜多篇》
- 2017年3月12日 EP.28 SBS《花樣旅行》
- 2017年9月9日-2017年10月13日 tvN《需要對話的狗貓》
- 2018年1月6日-27日 EP.7-10 tvN《心酸旅行》
- 2018年6月17日 SBS 《Running man》
- 2018年 Channel A《千萬Holic，Coming Soon》

### 出演MV
- 2014年 Homme 《It Girl》
- 2016年 The Legend 《반했다》
- 2016年	Unnies 《Shut Up》

## 外部連結
- 倞利的X（前Twitter）
- 倞利的Instagram帳戶